# Мермитиды

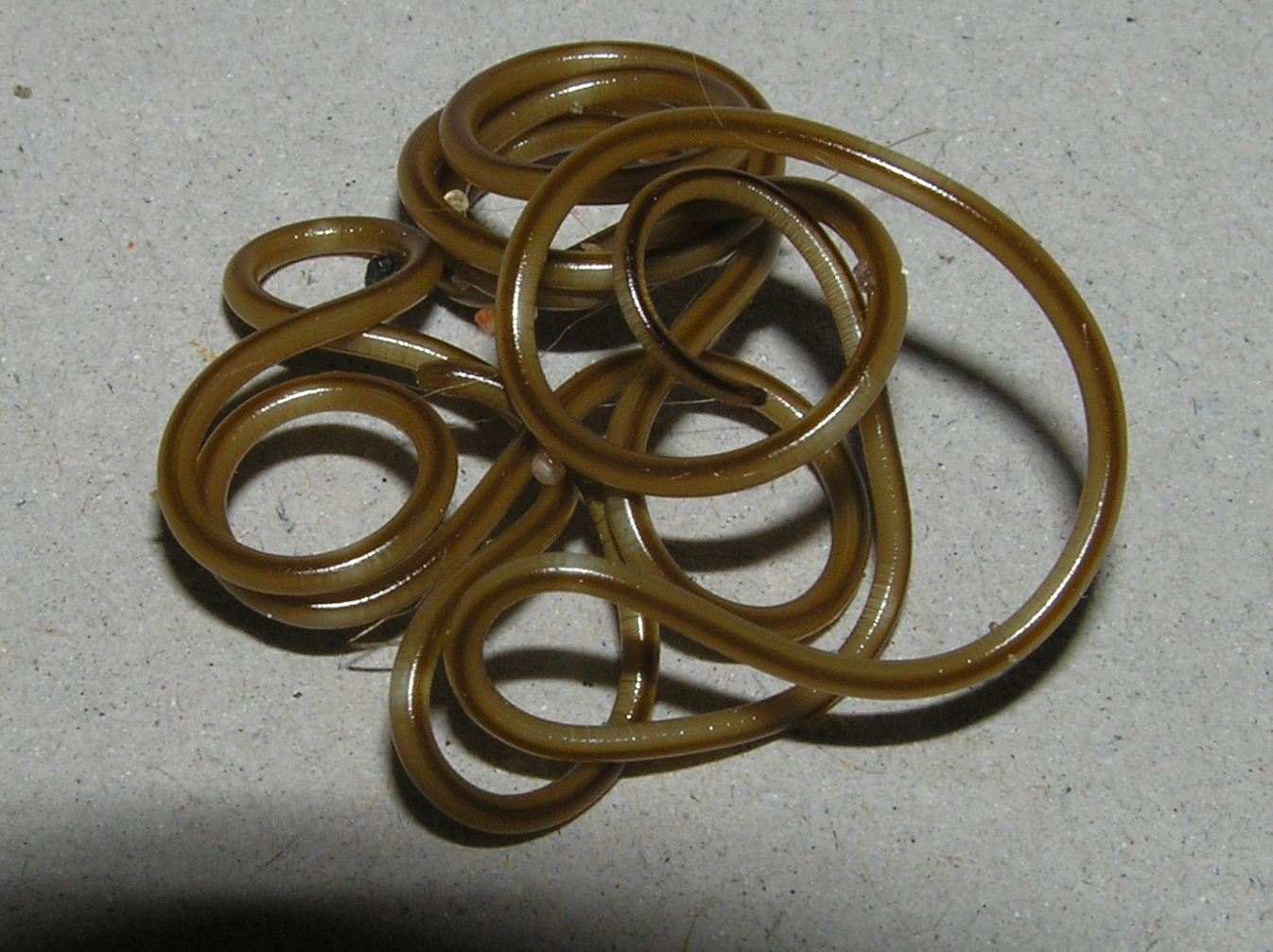
Mermis nigrescens

Мермитиды (лат. Mermithidae) — семейство паразитических нематод из отряда Mermithida (Enoplea). Заражают членистоногих, главным образом, насекомых, а также пауков, скорпионов, ракообразных, некоторые виды паразитируют на дождевых червях, пиявках и моллюсках. Обычно специфичны для одного вида хозяев (или одного или двух семейств), приводя его к летальному исходу в ходе своего развития. Впервые мермитиды были обнаружены крупным итальянским натуралистом Улиссе Альдрованди и упомянуты в 1623 году в одном из посмертных его трудов. Обладают гладкой кутикулой с микроскопическими порами. Имеют значение для биологического контроля вредных видов, так как около 25 видов паразитируют на личинках комаров (Culicidae, Chironomidae, Ceratopogonidae). У муравьёв обнаружены представители 7 родов паразитических мермитид: Agamomermis, Allomermis, Camponotimermis, Comanimermis, Heydenius, Meximermis и Pheromermis.

## Палеонтология
Древнейший представитель семейства обнаружен в брюшке мокреца в ливанском янтаре, он же считается древнейшей известной нематодой. Известен экземпляр, найденный в пауке из балтийского янтаря, возрастом около 40 млн.лет. Предполагаемые мермитиды отмечены также в раннемеловых отложениях Испании.  

## Систематика
Более 200 видов и 30 родов (Poinar, 1979), в том числе:
- Amphimermis Kaburaki & Imamura, 1932
- Aranimermis Poinar and Petersen, 1986
- Abathymermis (Abathymermis brevicaudata, Abathymermis parvula)
- Baikalomermis (Baikalomermis acroporosa, Baikalomermis okiinevae, Baikalomermis pusilla)
- Capitomermis Rubtsov, 1968
- Culicimermis Rubtsov and Isaeva, 1975
- Drilomermis Poinar and Petersen, 1978
- Empidomermis Poinar, 1977
- Gammaromermis (Gammaromermis baicalensis, Gammaromermis carinogammari, Gammaromermis longicaudata)
- Gastromermis Micoletzky, 1923 (Gastromermis acutipapillata, Gastromermis aurita, Gastromermis inflata, Gastromermis isolateralis, Gastromermis terminalistoma, Gastromermis transiens)
- Heleidomermis Rubtsov, 1970
- Hydromermis Corti, 1902
- Isomermis Coman, 1953
- Lanceimermis Artyukhovsky, 1969
- Limnomermis Daday, 1911 (Limnomermis acuticapitis, Limnomermis bekmaniae, Limnomermis psychrophila)
- Mermis Dujardin, 1842
- Mesomermis Daday, 1911 (Mesomermis crenamphidis, Mesomermis latifasciata, Mesomermis litoralis, Mesomermis membranacea, Mesomermis oxyacantha, Mesomermis ventralis)
- Octomyomermis Johnson, 1963
- Paramermis (Paramermis antica)
- Perutilimermis Nickle, 1972
- Pheromermis Poinar, Lane, Thomas, 1967
- Pseudomermis De Man, 1903
- Romanomermis Coman, 1961
- Spiculimermis (Spiculimermis acaudata, Spiculimermis baicalensis)
- Strelkovimermis Rubtsov, 1969